# Суперкубок Турции по футболу 2023
Суперкубок Турции по футболу 2023 года (тур. Türkiye Süper Kupası 2023) — 50-й розыгрыш Суперкубка Турции, в котором встречались чемпион страны сезона 2022/23 «Галатасарай» и обладатель Кубка Турции 2023/23 «Фенербахче». Встреча состоялась 7 апреля 2024 года в Шанлыурфе, на стадионе 11 апреля.
Изначально матч был запланирован на 29 декабря 2023 года и должен был пройти на стадионе «Аль-Аввал Парк» в Эр-Рияде, Саудовская Аравия. Однако игра не состоялась из-за разногласий между клубами и аравийскими властями. После этого Турецкая футбольная федерация объявила, что матч пройдёт 7 апреля 2024 года на стадионе 11 апреля в Шанлыурфе. Матч был прерван через минуту после начала, поскольку игроки «Фенербахче» (все — представители юношеской команды клуба) покинули поле в знак протеста против несправедливого отношения футбольных и государственных властей в отношении клуба. В результате судья объявил о техническом поражении и присудил победу «Галатасараю».

## Предыстория
24 июля 2023 года Турецкая футбольная федерация (ТФФ) объявила, что матч за Суперкубок Турции между чемпионами Суперлиги «Галатасараем» и обладателями Кубка Турции «Фенербахче» состоится во время межсезонного перерыва, мотивируя это перегруженностью расписания обоих клубов из-за участия в еврокубках.
Президент «Галатасарая» Дурсун Озбек ответил на вопросы о возможности проведения Суперкубка в столице Азербайджана Баку, заявив, что решение остается за федерацией. Он выразил энтузиазм по поводу этой перспективы, отметив, что болельщикам «Галатасарая» в Азербайджане было так же комфортно, как и в Турции. Озбек счел эту идею элегантной и выразил уверенность, что она принесет радость их коллегам в Азербайджане. Он упомянул о планах установить контакт с соответствующими лицами для дальнейшего изучения этой возможности и выразил надежду, что это осуществится.
8 сентября 2023 года президент Турецкой футбольной федерации Мехмет Бююкекши выразил большую заинтересованность в проведении Суперкубка за рубежом, недвусмысленно сославшись на существенную заинтересованность Саудовской Аравии в значительном инвестировании в футбол. Он уточнил, что Саудовская Аравия активно инвестирует в футбол, особенно подчеркивая его влияние на повышение имиджа страны в мире. Бююкекши отметил присутствие в регионе итальянских и испанских турниров. Кроме того, он упомянул, что в Сиднее, Австралия состоялась первая встреча с президентом Федерации футбола Саудовской Аравии, где были представлены первоначальные предложения. Воздержавшись от предоставления дальнейших подробностей из-за отсутствия четкого итогового результата, он отметил, что в принципе рассматривается возможность проведения Суперкубка в Саудовской Аравии.
20 октября 2023 года ТФФ объявила, что Суперкубок будет разыгран 30 декабря 2023 года в «Аль-Аввал Парк» в Эр-Рияде, столице Саудовской Аравии. После объявления об этом решении болельщики отреагировали негативно из-за розыгрыша Суперкубка в год 100-летия образования Турецкой Республики. Болельщики хотели чтобы такой важный матч прошёл внутри страны в этот знаменательный год.
В начале ноября 2023 года Высший совет «Фенербахче» рекомендовал провести матч за Суперкубок либо на Олимпийском стадионе, либо на стадионе 19 мая в Самсуне. Аналогичным образом, совет «Галатасарая» выразил желание, чтобы Суперкубок прошел в Турции. В единогласно принятом заявлении сообщалось, что они хотят, чтобы кубок столетия, названный «Кубком Республики» в год столетия, был разыгран в Турции. Согласно заявлению, это желание было продиктовано значением столетнего юбилея, символизирующего кульминацию столетия турецкой истории, которая была завоевана и сохранена кровью, жизненной силой, интеллектом и мудростью их предков. Однако Бююкекши выступил в защиту решения о проведении матча в Саудовской Аравии, несмотря на возражения клубов, отметив, что Испания и Италия также проводят свои турниры там.

### Церемониальные разногласия
Желание «Фенербахче» принять участие в церемонии открытия с баннерами с надписью «Мир в стране, мир в мире» и намерение «Галатасарая» продемонстрировать на трибунах фразу «Какое счастье быть турком!», а также размяться в футболках с изображением Мустафы Кемаля Ататюрка перед матчем были встречены с неодобрением саудовскими официальными лицами. Разногласия возникли из-за отказа саудовских властей удовлетворить эти просьбы и их настойчивого требования исполнить национальный гимн Саудовской Аравии во время церемонии перед началом матча. В результате обе стороны отказались играть, что привело к отмене матча. В совместном заявлении, опубликованном командами и ТФФ позже, говорилось, что игра была отложена из-за «затруднений», без уточнения деталей.
В пресс-релизе организатор Riyadh Season возложил вину на клубы. Решение клубов не играть получило единодушную поддержку в Турции. «Бешикташ», «Анкарагюджю» и «Самсунспор» выразили свою поддержку и предложили свои домашние поля для проведения матча, в то время как другие турецкие клубы, игроки с обеих сторон, игроки других клубов и прочие организации поддержали соотечественников, поделившись фотографиями и словами Ататюрка в соцсетях. Metro Istanbul, оператор Стамбульского метрополитена, призвал болельщиков воспользоваться общественным транспортом, чтобы встретить команды в аэропортах Стамбула. Мэр Бешикташа Риза Акполат заявил, что улица, на которой находится генеральное консульство Саудовской Аравии в Стамбуле, будет названа в честь Фахреддина-паши, османского военачальника во время осады Медины. Также сообщалось, что S Sport, турецкая спортивная сеть, которой принадлежат права на трансляцию Саудовской Про-лиги в Турции, исключила матчи лиги из своего вещания.

### Срыв матча
«Фенербахче» длительное время находится в разногласии с ТФФ. Как заявил Али Коч, «в течение 20 лет клуб сталкивался с дискриминацией со стороны федерации». В 2015 году автобус с футболистами команды был расстрелян неизвестными; по словам президента клуба, должным образом федерация на это не отреагировала. 17 марта 2024 года во время гостевого матча против «Трабзонспора» фанаты хозяев разбили голову тренеру стамбульцев Исмаилу Карталу, а после финального свистка выбежали на поле и атаковали игроков. После матча ТФФ признала «Трабзонспор» виноватым в беспорядках, наказала шестью домашними матчами без зрителей и оштрафовала на 85 тысяч евро, однако был наказан и «Фенербахче»: Ирфан Джан Эгрибаят и Джейден Остерволде получили одноматчевую дисквалификацию. Не вызывает авторитета глава федерации Йылдырым Демиронен не только у стамбульского клуба: по сообщениям телеканала Habertürk, пятнадцать клубов лиги требуют его отставки. В знак протеста против действий ТФФ «Фенербахче» принял решение не принимать участие в следующих двух розыгрышах кубка, либо срывать их.
Решающим фактором стал отказ ТФФ удовлетворить просьбу «Фенербахче» о переносе матча на более раннюю дату в связи с игрой 1/4-й финала Лиги конференций против «Олимпиакоса», которая была запланирована на 11 апреля. В качестве протеста клуб принял решение отправить на матч против «Галатасарая» команду игроков команды клуба до 19 лет. Как сообщало издание Ajansspor, трое игроков намеренно должны были получить удаление, чтобы матч закончился техническим поражением. Тем не менее, матч закончился почти сразу после начала: на первой минуте Мауро Икарди забил гол, а на второй весь состав «Фенербахче» покинул поле. Как говорилось в заявлении клуба после игры, «игроки вышли на поле не ради победы, а чтобы отстоять правду».

## Матч
| Галатасарай | 1:0 Матч был прерван после 1-й минуты | Фенербахче |
| ----------- | ------------------------------------- | ---------- |
| Икарди 1′   | отчёт                                 |            |

| Галатасарай | Фенербахче |

|                 |    |                     |  |
|                 |    |                     |  |
| Вр              | 1  | Фернандо Муслера    |  |
| Зщ              | 23 | Каан Айхан          |  |
| Зщ              | 25 | Виктор Нельссон     |  |
| Зщ              | 42 | Абдулкерим Бардакчи |  |
| Зщ              | 17 | Деррик Кён          |  |
| ПЗ              | 18 | Беркан Кутлу        |  |
| ПЗ              | 34 | Лукас Торрейра      |  |
| ПЗ              | 10 | Дрис Мертенс        |  |
| Нап             | 53 | Барыш Йылмаз        |  |
| Нап             | 9  | Мауро Икарди        |  |
| Нап             | 7  | Керем Актюркоглу    |  |
| Запасные:       |    |                     |  |
| Вр              | 19 | Гюнай Гювенч        |  |
| Зщ              | 6  | Давинсон Санчес     |  |
| Зщ              | 92 | Серж Орье           |  |
| ПЗ              | 5  | Эйюп Айдын          |  |
| ПЗ              | 8  | Керем Демирбай      |  |
| ПЗ              | 22 | Хаким Зиеш          |  |
| ПЗ              | 91 | Танги Ндомбеле      |  |
| Нап             | 89 | Вильфрид Заа        |  |
| Нап             | 20 | Тете                |  |
| Нап             | 95 | Карлос Винисиус     |  |
| Главный тренер: |    |                     |  |
| Окан Бурук      |    |                     |  |

|  |

|                 |    |                      |  |
|                 |    |                      |  |
| Вр              | 97 | Фуркан Акюз          |  |
| Зщ              | 55 | Мустафа Акйылдыз     |  |
| Зщ              | 56 | Умитджан Окан        |  |
| Зщ              | 49 | Эфекан Караязы       |  |
| Зщ              | 95 | Юсуф Акчичек         |  |
| ПЗ              | 92 | Мухаммет Имре        |  |
| ПЗ              | 59 | Гёркем Демирель      |  |
| ПЗ              | 88 | Керем Каяарасы       |  |
| Нап             | 98 | Мухаммет Дурсун      |  |
| Нап             | 58 | Эмирхан Аркутджу     |  |
| Нап             | 94 | Чагры Федаи          |  |
| Запасные:       |    |                      |  |
| Вр              | 67 | Йигит Эпёздемир      |  |
| Зщ              | 54 | Самет Саргын         |  |
| Зщ              | 96 | Мухаммет Демир       |  |
| ПЗ              | 57 | Мехмет Джан Гюльерер |  |
| Главный тренер: |    |                      |  |
| Зеки Мурат Гёле |    |                      |  |